# Osvaldo Rodríguez (futbolista nacido en 1990)
Osvaldo Roberto Rodríguez Flores (Guápiles, Pococí, 17 de diciembre de 1990) es un exfutbolista costarricense.

## Selección nacional
Rodríguez también fue seleccionado nacional. Participó en la Copa Centroamericana 2013 (realizada en Costa Rica) y la Copa Oro de ese mismo año,. De igual forma, representó a su país en un juego eliminatorio rumbo a la Copa Mundial de Brasil 2014,aunque finalmente no fue convocado al torneo.

## Estadísticas

### Clubes
- Actualizado a fin de su carrera deportiva

| Club                            | Div.          | Temporada     | Liga  | Liga  | Liga   | Copas nacionales | Copas nacionales | Copas nacionales | Copas internacionales | Copas internacionales | Copas internacionales | Total | Total | Total  |
| Club                            | Div.          | Temporada     | Part. | Goles | Asist. | Part.            | Goles            | Asist.           | Part.                 | Goles                 | Asist.                | Part. | Goles | Asist. |
| ------------------------------- | ------------- | ------------- | ----- | ----- | ------ | ---------------- | ---------------- | ---------------- | --------------------- | --------------------- | --------------------- | ----- | ----- | ------ |
| Santos de Guápiles · Costa Rica |               |               |       |       |        |                  |                  |                  |                       |                       |                       |       |       |        |
| 1.ª                             | 2009-10       | 10            | 0     | 0     | —      | —                | —                | —                | —                     | —                     | 10                    | 0     | 0     |        |
| 1.ª                             | 2010-11       | 12            | 0     | 0     | —      | —                | —                | —                | —                     | —                     | 12                    | 0     | 0     |        |
| 1.ª                             | 2011-12       | 28            | 2     | 3     | —      | —                | —                | —                | —                     | —                     | 28                    | 2     | 3     |        |
| 1.ª                             | 2012-13       | 30            | 6     | 7     | —      | —                | —                | —                | —                     | —                     | 30                    | 6     | 7     |        |
| 1.ª                             | 2013-14       | 17            | 3     | 3     | —      | —                | —                | —                | —                     | —                     | 17                    | 3     | 3     |        |
| Total club                      | Total club    | 97            | 11    | 13    | 0      | 0                | 0                | 0                | 0                     | 0                     | 97                    | 11    | 13    |        |
| L. D. Alajuelense · Costa Rica  |               |               |       |       |        |                  |                  |                  |                       |                       |                       |       |       |        |
| 1.ª                             | 2013-14       | 14            | 2     | 2     | —      | —                | —                | 3                | 0                     | 0                     | 17                    | 2     | 2     |        |
| 1.ª                             | 2014-15       | 18            | 1     | 2     | 2      | 0                | 0                | 1                | 0                     | 0                     | 21                    | 1     | 2     |        |
| 1.ª                             | 2015-16       | 31            | 4     | 0     | 4      | 0                | 0                | —                | —                     | —                     | 35                    | 4     | 0     |        |
| Total club                      | Total club    | 63            | 7     | 4     | 6      | 0                | 0                | 4                | 0                     | 0                     | 73                    | 7     | 4     |        |
| Santos de Guápiles · Costa Rica |               |               |       |       |        |                  |                  |                  |                       |                       |                       |       |       |        |
| 1.ª                             | 2016-17       | 49            | 5     | 1     | —      | —                | —                | —                | —                     | —                     | 49                    | 5     | 1     |        |
| 1.ª                             | 2017-18       | 30            | 5     | 2     | —      | —                | —                | 7                | 2                     | 0                     | 37                    | 7     | 2     |        |
| 1.ª                             | 2018-19       | 21            | 3     | 2     | —      | —                | —                | —                | —                     | —                     | 21                    | 3     | 2     |        |
| Total club                      | Total club    | 100           | 13    | 5     | 0      | 0                | 0                | 7                | 2                     | 0                     | 107                   | 15    | 5     |        |
| A. D. San Carlos · Costa Rica   |               |               |       |       |        |                  |                  |                  |                       |                       |                       |       |       |        |
| 1.ª                             | 2018-19       | 15            | 1     | 0     | —      | —                | —                | —                | —                     | —                     | 15                    | 1     | 0     |        |
| 1.ª                             | 2019-20       | 14            | 2     | 2     | —      | —                | —                | 3                | 0                     | 0                     | 17                    | 7     | 2     |        |
| Total club                      | Total club    | 29            | 3     | 2     | 0      | 0                | 0                | 3                | 0                     | 0                     | 32                    | 3     | 2     |        |
| Santos de Guápiles · Costa Rica |               |               |       |       |        |                  |                  |                  |                       |                       |                       |       |       |        |
| 1.ª                             | 2019-20       | 19            | 2     | 1     | —      | —                | —                | —                | —                     | —                     | 19                    | 2     | 1     |        |
| 1.ª                             | 2020-21       | 34            | 5     | 6     | —      | —                | —                | —                | —                     | —                     | 34                    | 5     | 6     |        |
| 1.ª                             | 2021-22       | 25            | 6     | 5     | —      | —                | —                | 8                | 2                     | 3                     | 33                    | 8     | 8     |        |
| 1.ª                             | 2022-23       | 12            | 1     | 1     | —      | —                | —                | —                | —                     | —                     | 12                    | 1     | 1     |        |
| Total club                      | Total club    | 90            | 14    | 13    | 0      | 0                | 0                | 8                | 2                     | 0                     | 98                    | 16    | 16    |        |
| Total carrera                   | Total carrera | Total carrera | 379   | 48    | 37     | 6                | 0                | 0                | 22                    | 4                     | 3                     | 407   | 52    | 40     |
| 1. 2. Fuente:Transfermarkt      |               |               |       |       |        |                  |                  |                  |                       |                       |                       |       |       |        |

### Selección de Costa Rica
- Actualizado a fin de su carrera deportiva

| Absoluta · Costa Rica                             |   |   |   |    |   |   |   |   |   |    |   |   |
| 2013                                              | 1 | 0 | 0 | 9  | 0 | 1 | 1 | 0 | 0 | 11 | 0 | 1 |
| 2017                                              | — | — | — | 3  | 0 | 0 | 2 | 0 | 0 | 5  | 0 | 0 |
| 2020                                              | — | — | — | —  | — | — | 2 | 0 | 0 | 2  | 0 | 0 |
| Total                                             | 1 | 0 | 0 | 12 | 0 | 1 | 5 | 0 | 0 | 18 | 0 | 1 |
| 1. Fuente:Transfermarkt / National Football Teams |   |   |   |    |   |   |   |   |   |    |   |   |

## Palmarés

### Títulos nacionales
| Título                         | Equipo         | País       | Año  |
| ------------------------------ | -------------- | ---------- | ---- |
| Primera División de Costa Rica | A.D San Carlos | Costa Rica | 2019 |

### Títulos internacionales
| Título               | Equipo                  | País       | Año  |
| -------------------- | ----------------------- | ---------- | ---- |
| Copa Centroamericana | Selección de Costa Rica | Costa Rica | 2013 |